# Skovene
Skovene er et litterært værk af Johannes V. Jensen der udkom i 1904.
Værket er en "art rejseskildring" der har inspiration i forfatterens jordomrejse og hovedparten af handlingen er henlagt til det fiktive malajsiske fyrstendømme Birubunga der har sin parallel til virkelighedens sultanat Terengganu på østsiden af Malayahalvøen.

## Baggrund
Johannes V. Jensen var på jordomrejse fra maj 1902 og juni 1903.
Fra Port Said var han kommet til Singapore og derfra til "Tringganu" for siden at tage til Shanghai, Hankow, Nagasaki, Yokohama og videre til Honolulu før han nåede det amerikanske fastland med San Francisco.
Det meste af teksten foregår i Birubunga og i junglen indenlands derfra.
Det sidste prosakapitel flytter dog fortælling til Shanghai og derefter til San Francisco.
I forbindelse med Jensens tur i junglen på Malakkahalvøen boede han hos K.S. Feilberg, der var opkøber i kobra for Det østasiatiske Kompagni.
I Skovene optræder han som Hr. Boye.

## Struktur
Skovene er delt i 22 kapitler.

### Digte
Det 22. kapitel der har titlen Tilegnelse bestod oprindeligt af to digte,
dels det 3-strofede digt som oftest går under titlen Tilegnelsen og med førstelinjen "Jeg kommer ud fra Skovene", dels det noget længere digt Helled Haagen.
Senere udgaver af Skovene indeholder kun det første digt.
Det 12. kapitel indeholder digtet Pigen, der vandrer flettet ind mellem prosateksten.
For de tre digte gælder at bogstavrim benyttes og at hver strofe er på 4 verselinjer.
De blev også alle inkluderet i Johannes V. Jensens første digtsamling Digte fra 1906.

## Kommentarer
Iben Holk har kaldt teksten "den tumultarisk-parodiske Skovene".
I 1929 kommenterede Johannes V. Jensen selv kort på Skovene og de såkaldte Eksotiske Noveller:
| „ | Fra Vandreaarene: Sceneri fra Troperne, Østen og Amerika, Dyreliv og farvede Menneskers Skæbne. I Skovene i Form af en parodisk, lunefuld Ekspedition til Abernes Land. | “ |

## Udgivelser
Bogens første halvdel eller hvad der også er kaldt et forarbejde til bogen udkom første gang under titlen Paa Tigerjagt i det dansk-sprogede ugeblad Den danske Pioneer der blev udgivet fra Omaha, Nebraska.
I Danmark udkom Skovene den 9. november 1904
på Gyldendalske Boghandel Nordisk Forlag.
De var to dage før Johannes V. Jensens søn Jens Jensen blev født.
Gyldendal udgav en ebogsudgav i 2015.
I 2018 udkom værket som lydbog.
Året efter kom teksten i en kritisk og kommenteret udgave som en del af bogen Intermezzo og Skovene, hvor Aage Jørgensen stod for efterord og noter.
En tjekkisk udgave kom i 1918.
Den er digitaliseret.

### Sekundærlitteratur
- Ole Egeberg (1. februar 1990), "Ironiske skraveringer", Passage, 5 (8): 89-95, doi:10.7146/PAS.V5I8.2243, Wikidata  Q100999149
- Leif Nedergaard (1993), Johannes V. Jensen, København: C.A. Reitzels Boghandel, ISBN 978-87-7421-842-5, OL 1202241M, Wikidata  Q22299112
- Volker Zenk (2003), Innere Forschungsreisen, Igel Verlag, ISBN 3-89621-165-X, OL 20804997M, Wikidata  Q104620040
- Elisabeth Oxfeldt (2010), Journeys from Scandinavia: Travelogues of Africa, Asia, and South America, 1840—2000, University of Minnesota Press, ISBN 978-0-8166-5635-6, OL 24494172M, Wikidata  Q98586908